# Championnat d'Europe du kilomètre contre-la-montre masculin (moins de 23 ans)
Le Championnat d'Europe du kilomètre masculin moins de 23 ans est le championnat d'Europe du kilomètre contre-la-montre organisé annuellement par l'Union européenne de cyclisme (UEC) pour les cyclistes âgés de moins de 23 ans. Le championnat organisé depuis 2001, a lieu dans le cadre des championnats d'Europe de cyclisme sur piste juniors et espoirs. Un championnat d'Europe espoirs existait déjà entre 1996 et 1999, mais il n'était pas organisé par l'UEC.

## Palmarès
| Année | Or              | Argent          | Bronze              |
| ----- | --------------- | --------------- | ------------------- |
| 1996  | Arnaud Tournant | Jan van Eijden  | Dimitrios Georgalis |
| 1997  | Stefan Nimke    | Damien Gérard   | Vincent Le Quellec  |
| 1998  | Linas Balčiūnas | Andreas Schutze | Diego Ortega        |
| 1999  | Stefan Nimke    | Arnaud Dublé    | Carsten Bergemann   |

| Année | Or                   | Argent                              | Bronze               |
| ----- | -------------------- | ----------------------------------- | -------------------- |
| 2001  | Hervé Gané           | Jérôme Hubschwerlin                 | Teun Mulder          |
| 2002  | Mathieu Mandard      | Theo Bos                            | Teun Mulder          |
| 2003  | Theo Bos             | Alois Kaňkovský                     | Mathieu Mandard      |
| 2004  | François Pervis      | Alois Kaňkovský                     | Michael Seidenbecher |
| 2005  | Michael Seidenbecher | Alois Kaňkovský                     | Tim Veldt            |
| 2006  | Tim Veldt            | François Pervis                     | Maximilian Levy      |
| 2007  | Didier Henriette     | Michaël D'Almeida                   | Maximilian Levy      |
| 2008  | Michaël D'Almeida    | David Daniell                       | Tomas Babek          |
| 2009  | Michaël D'Almeida    | Maximilian Levy                     | Thomas Bonafos       |
| 2010  | Quentin Lafargue     | Joachim Eilers                      | Nikolay Zhurkin      |
| 2011  | Quentin Lafargue     | Joachim Eilers                      | Eric Engler          |
| 2012  | Quentin Lafargue     | Hugo Haak                           | Krzysztof Maksel     |
| 2013  | Robin Wagner         | Eric Engler                         | Krzysztof Maksel     |
| 2014  | Robin Wagner         | Alexander Dubchenko Matthijs Büchli |                      |
| 2015  | Maximilian Dörnbach  | Robin Wagner                        | Thomas Copponi       |
| 2016  | Maximilian Dörnbach  | Jiří Janošek                        | Joseph Truman        |
| 2017  | Alexandr Vasiukhno   | Joseph Truman                       | Sam Ligtlee          |
| 2018  | Alexandr Vasiukhno   | Marc Jurczyk                        | Ayrton De Pauw       |
| 2019  | Anton Höhne          | Melvin Landerneau                   | Jiří Janošek         |
| 2020  | Felix Groß           | Anton Höhne                         | Ivan Smirnov         |
| 2021  | Daan Kool            | Hayden Norris                       | Anton Höhne          |
| 2022  | Matteo Bianchi       | Anton Höhne                         | Hayden Norris        |
| 2023  | Matteo Bianchi       | Willy Weinrich                      | Daan Kool            |
| 2024  | Hayden Norris        | Henric Hackmann                     | Harry Ledingham-Horn |
| 2025  | Henric Hackmann      | Etienne Oliviero                    | Esteban Sánchez      |